# Питта, Исидро
Исидро Мигель Питта Сальдивар (исп. Isidro Miguel Pitta Saldivar; родился 14 августа 1999 года в Асунсьон, Парагвай) — парагвайский футболист, нападающий клуба «Куяба» и сборной Парагвая.

## Клубная карьера
Питта — воспитанник клуба «Серро Портеньо». В 2017 году из-за высокой конкуренции он подписал контракт с клубом одного из низших дивизионом «Альваренга», в составе которого провёл сезон. В начале 2019 года Питта перешёл в «Депортиво Сантани». 21 марта в матче против столичной «Олимпии» он дебютировал в парагвайской Примере. В этом же поединке Исибро забил свой первый гол за «Депортиво Сантани». В начале 2020 года Питта перешёл в «Спортиво Лукеньо». 26 января в матче против «Соль де Америка» он дебютировал за новый клуб. 5 февраля в поединке Южноамериканского кубка против венесуэльского «Минерос Гуаяна» Исидро забил свой первый гол за «Спортиво Лукеньо». 
Летом 2020 года Питта перешёл в столичную «Олимпию». 16 сентября в матче Кубка Либертадорес против бразильского «Сантоса» он дебютировал за новый клуб. 24 сентября в поединке против аргентинского «Дефенса и Хустисия» Исидро забил свой первый гол за «Олимпию». В том же году он помог клубу выиграть чемпионат. 27 мая 2021 года в поединке Кубка Либертадорес «Депортиво Тачира» Исидро сделал «дубль». 
Летом 2021 года Питта присоединился к испанской «Уэской», подписав контракт на 4 года. Сумма трансфера составила 1 млн. евро. 13 сентября в матче против «Луго» он дебютировал в испанской Сегунде. 24 сентября в поединке против дублёров «Реал Сосьедад» Исидро сделал «дубль», забив свои первые голы за «Уэску». 

## Достижения
Командные
 «Либертад»
- Победитель парагвайской Примеры — Клаусура 2020